# Пуморі
Пуморі (неп. पुमोरि) (7161 м) або Пумо Рі, Пумо-Рі — вершина в  Гімалаях в хребті Махалангур-Гімал (в частині, званій Кхумбу-Гімал). Розташована на кордоні Непалу і Тибету. Пуморі розташована за вісім кілометрів на захід від  Джомолунгми. У перекладі з мови  шерпів Пуморі означає «неодружена дочка». Назву горі дав Джордж Меллорі. Тому Пуморі ще альпіністи називають дочкою Евереста.
Пуморі дуже популярна вершина серед альпіністів, сходження на неї дуже складні через складний рельєф та лавинну небезпеку. Гора вперше була підкорена  Герхардом Ленсером в 1962 році з німецько-швейцарської експедиції. Складна Південна стіна гори була пройдена лише в 1996 році двома чехами Леопольдом Суловським і Міхалеком Жедуаком.
Серед туристів, що прямують до базового табору Евереста дуже популярна нескладна вершина Кала-Патхар (5643 м), яка є виступом Пуморі. З Кала-Патхара відкривається вид на Еверест. З самого ж базового табора Евереста, вершину Евереста погано видно через те, що його закриває гора Нупцзе.

## Значимі сходження
- 1962 Герхард Ленсер в складі швейцарсько-німецької експедиції.
- 1974 По західній стіні — новий маршрут, пройдений японською експедицією[2].
- 1986 По східній стіні маршрут, пройдений японською експедицією[3].
- 1996 По південній стіні маршрут, пройдений чеською експедицією.